# Eberhard IV Wirtemberski
Eberhard IV Wirtemberski (ur. 23 sierpnia 1388 w Stuttgarcie, zm. 2 lipca 1419 w Waiblingen) – hrabia Wirtembergii.
Syn hrabiego Eberharda III i Antoniny Visconti. Jego dziadkami byli: Ulryk Wirtemberski (1340–1388) i Elżbieta Wittelsbach (1329–1402) oraz Bernabò Visconti i Beatrice Regina della Scala.
13 listopada 1397 roku zaręczył ożenił się z córka hrabiego Mompelgard – Henriettą. Na mocy zawartej umowy po śmierci hrabiego jego tereny zostały włączone do Wirtembergii. Od 1407 roku Eberhard IV pomagał ojcu w rządzeniu nabierając doświadczenia. W 1409 roku wraz z żoną rządził w Mompelgard, a po śmierci ojca w 1417 roku w całej Wirtembergii.
Po jego śmierci w zastępstwie niepełnoletnich synów rządziła Henrietta i 32 osobowa rada panów Wirtembergii.
Dziećmi Eberharda byli:
- Anna (1408–1471) – żona Filipa von Katzenelnbogen,
- Ludwik (1412–1450) – książę Wirtembergii-Urach,
- Ulryk (1413–1480) – kaiążę Wirtembergii-Stuttgart,